# Neuenhaus (Marienheide)
Neuenhaus ist ein Ort der Gemeinde Marienheide im Oberbergischen Kreis in Nordrhein-Westfalen.

## Lage und Beschreibung
Neuenhaus liegt im Nordosten von Marienheide im Tal der Wipper. Nachbarorte sind Singern, Griemeringhausen und Wipperfließ.

## Geschichte
Im Jahr 1542 wurde der Ort das erste Mal urkundlich in den Türkensteuerlisten unter der Ortsbezeichnung „Nyenhuyß“ erwähnt. In der Preußischen Uraufnahme von 1840 lautet der Ortsname „Neuhaus“. Ab der topografische Karte (Preußische Neuaufnahme) von 1894 bis 1896 lautet die Ortsbezeichnung „Neuenhaus“.

## Busverbindungen
Über die im Nachbarort gelegene Haltestelle „An den Leyen“ der Linie 399 (VRS/OVAG) ist Neuenhaus an den öffentlichen Personennahverkehr angebunden.